# Сан Мартино (Месина)
Сан Мартино је насеље у Италији у округу Месина, региону Сицилија.
Према процени из 2011. у насељу је живело 342 становника. Насеље се налази на надморској висини од 248 м.